# Santa Maria de la Guàrdia d'Urgell
Santa Maria de la Guàrdia d'Urgell és una església de Tornabous (Urgell) inclosa a l'Inventari del Patrimoni Arquitectònic de Catalunya.

## Descripció
L'església parroquial de Santa maria es troba als peus de la carretera, a l'entrada del poble de La Guàrdia. És de planta basilical amb teulada a doble vessant en la nau central i a una vessant en les laterals. A la façana principal hi ha dues portes laterals aixoplugades per un porxo de forma triangular amb molt voladís.
Del centre de la façana, i travessant el porxo hi ha un gran campanar format per un cos cilíndric amb tres grans contraforts atalussats que sobresurten per la part superior del cos central fins a convergir al capdamunt. Sostenen una petita plataforma on habitualment hi nuen les cigonyes; en l'espai que queda entre la plataforma i el cos cilindrin hi pengen les campanes. En el cos cilíndric del campanar s'obren rengleres de petites finestres allargades seguint un ritme regular i que el recorren de dalt a baix.
En els murs laterals s'obren quatre grans òculs en la nau central i petites finestres quadrangulars disposades de forma piramidal en les laterals. El parament és de maó vist. A l'interior destaca l'ús d'arcs parabòlics de clara influència gaudiniana. L'absis és pla i està cobert per una volta amb forma d'arc parabòlic on s'obren dues grans finestres molt allargades.

## Història
Va ser construïda l'any 1967, projectada per Isidre Puig Boada, deixeble d'Antoni Gaudí, que va ser arquitecte diocesà del Bisbat d'Urgell entre 1956 i 1968.